# 無中生有
無中生有是兵法三十六計的第七計。
原文為：「诳也，非诳也，实其所诳也。少阴，太阴，太阳。」「無中生有」这个成語的字面意思是把没有的说成有的，意为胡说八道，是个贬义词。此计用在军事上的则非贬义，是指：先通过假的、虚的行动，使敌人放松警惕，受到迷惑，然后我方再利用这一有利的时机，迅速采取真的、实的行动，以迅猛的速度，攻击敌人，从而将其击溃。这个计的关键就在于真假变化，虚实结合，让敌人捉摸不透。

## 按語
无而示有，诳也。诳不可久而易觉，故无不可以终无。无中生有，则由诳而真，由虚而实矣，无不可以败敌，生有则败敌矣，如：令狐潮围雍丘，张巡缚槁为人（稻草人之類）千余，披黑夜，夜缒城下；潮兵争射之，得箭数十万。其后复夜缒人，潮兵笑，不设备，乃以死士五百砍潮营，焚垒幕，追奔十余里。

## 哲学观点
无中生有的假设：假如事物可以无中生有，这样的事物必然存在无限多个，且无时无刻不在产生。